# Антедій
Антедій (д/н — 47) — вождь кельтського племені іценів у 25—47 роках.

## Життєпис
Про його родину замало відомостей. Відомо, що Антедій став очільником іценів у 25 році, після смерті (або повалення) Саему (Кана). Незабаром вимушений був визнати зверхність Кунобеліна, вождя атребатів. У середині 30-х років Антедій зумів частково відновити самостійність.
Під час римського вторгнення до південної Британії у 43 році не надав допомоги Каратаку і Тогодумну. Після поразок останніх у 44 році стає васалом Риму і клієнтом імператора Клавдія. Під впливом римлян став карбувати власні монети, які випускалися з перервою. Відновився їх випуск 45 року.
Зберігав вірність римлян, надаючи останнім допомогу в боротьбі проти інших кельтських племен Британії. Помер Антедій близько 47 року. Йому спадкував Прасутаг, можливо родич.